# Ober Ost
Ober Ost, abbreviazione del termine tedesco "Oberbefehlshaber der gesamten deutschen Streitkräfte im Osten" (Comando supremo di tutte le forze tedesche nell'Est) fu un'amministrazione militare tedesca operativa durante la prima guerra mondiale che governò una grande parte delle aree tedesche e dei governatorati baltici cedute con la resa dell'Impero russo e la pace di Brest-Litovsk. L'Ober Ost si estendeva per circa 108.808 km² in Curlandia, in Lituania e nelle aree polacche di Augustów e Suwałki.

## Storia

### Istituzione
L'Ober Ost fu creato nel 1914 dal Oberste Heeresleitung e il suo primo comandante supremo fu Paul von Hindenburg, eroe delle guerre prussiane del XIX secolo. Quando Erich von Falkenhayn fu destituito dal suo incarico nel 1916, von Hindenburg subentrò nel suo ruolo, lasciando il controllo politico della regione al principe Leopoldo di Baviera.
La battaglia di Tannenberg aprì alla Germania le porte dei territori ad est del Reich nell'ambito della Grande Guerra. Sotto l'egida di Paul von Hindenburg e del capo di stato maggiore Erich Ludendorff, l'esercito tedesco respinse le truppe russe sulla loro frontiera e bloccò ogni offensiva in Prussia. Dalla fine del 1915 all'inizio del 1918, il fronte orientale rimase, per quanto riguarda la zona geografica dell'Ober Ost, abbastanza stabile. Ciò gettò le condizioni necessarie per impiantare un'amministrazione militare stabile sotto la diretta tutela dell'OHL, affidata a Ludendorff.
I militari tedeschi decisero di stabilire la propria capitale a Kaunas, ma, de facto, gestivano le operazioni a Königsberg.
L'amministrazione militare instaurò una rigorosa strategia di gestione di questo territorio, molto eterogeneo dal punto di vista linguistico e culturale, come attestato dal censimento del 1916. Fu istituito un rigido impianto legislativo al fine di regolare ogni aspetto della vita civile in uno stato in cui i teutonici esercitarono sia operazioni di controllo che di "civilizzazione". Infatti, l'Ober Ost era visto da Ludendorff come un territorio coloniale in Europa, il cui sfruttamento doveva sostenere la guerra del Reich: fu istituita anche una banca per rendere più fluidi i finanziamenti, la Darlehenskasse Ost, la cui prima sede fu istituita a Tallinn. L’obiettivo finale che ci si proponeva era quello di esercitare sulle regioni uno stretto controllo sia economico che politico.

### Fine della Grande Guerra e conseguenze
La rivoluzione russa provocò incertezza tra le file dei tedeschi, anche a seguito della firma del trattato di Brest-Litovsk che vedeva i bolscevichi uscire dalla guerra in condizioni particolarmente sfavorevoli. Per questo, essi decisero di separare l'Ober Ost per una migliore gestione. Nello stesso periodo, tra le popolazioni baltiche (soprattutto in Lituania) si faceva strada l'idea di acquisire l'indipendenza dall'Impero tedesco. La Russia sovietica appena costituitasi, poteva costituire una minaccia comune per i Paesi baltici. Fu su questa scia che i tedeschi decisero di appoggiare iniziative quali ad esempio la Conferenza di Vilnius da cui nacque il Consiglio della Lituania verso la fine del 1917, sperando che, con la garanzia di una maggiore (e formale) autonomia, si potessero costituire degli Stati clienti o cuscinetto.
L'Ober Ost fu smembrato a fine 1918 e sostituito da stati amministrativamente indipendenti, gestiti sempre dall'Impero teutonico. Il risultato portò alla costituzione del Ducato Baltico Unito e del Regno di Lituania, ma nessuno dei due fu solido abbastanza da poter perdurare nel tempo, tanto che Mindaugas II non mise nemmeno mai piede in Lituania. La firma dell'armistizio di Compiègne con cui cessarono le ostilità della Grande Guerra nel novembre 1918 decretò il tramonto definitivo delle ipotesi appena esposte e il raggiungimento dell'indipendenza da parte della Repubblica lituana, di quella lettone e di quella estone.
Il ritiro delle truppe tedesche porterà ad ulteriori conflitti tra gli Stati che nasceranno dopo il trattato di Versailles: si pensi alla guerra polacco-sovietica, la guerra polacco-lituana, la costituzione di movimenti indipendentisti in Lettonia ed Estonia o la costituzione della Lituania Centrale. Tutti questi eventi contribuirono a rendere caotico ed incerto lo scenario dell'Europa orientale fino all'inizio degli anni Venti del XX secolo.

## Amministrazione

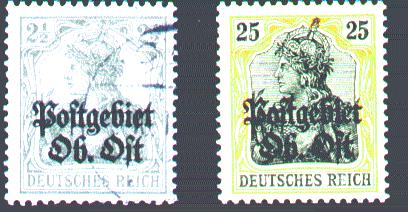
Francobollo dell'Ober Ost

L'Impero tedesco governò sull’Ober Ost in maniera assai autoritaria. Seguendo gli schemi della Verkehrspolitik, le regioni furono divise senza aver riguardo delle varie comunità etniche presenti nelle regioni. Non fu inoltre consentito spostarsi da un distretto all'altro, col risultato che l’economia locale (gestita soprattutto da ebrei ne risentì in maniera non indifferente, oltre a costituirsi una situazione di separazione nuova nello scenario baltico. Si procedette poi a costituire istituzioni governative secondo quanto già esisteva in Germania. Furono inoltre realizzati percorsi ferroviari al fine di migliorare la rete di circolazione dei treni in queste aree, la quale era prevalentemente assente o precaria in Lituania.
Nel 1915, larga parte del territorio poi definitivamente assoggettato l'anno successivo era già sotto il controllo dei tedeschi. Erich Ludendorff, vice-comandante di von Hindenburg, iniziò a gettare le basi per un sistema che potesse occuparsi della gestione dell'area conquistata. Nonostante von Hindenburg fosse il formale comandante delle regioni, fu Ludendorff ad occuparsi dell'amministrazione locale. Nella sua attività di governo fu affiancato da dieci "ministri", ognuno posto a capo di un ottimo specifico dicastero (finanza, agricoltura, ecc.).

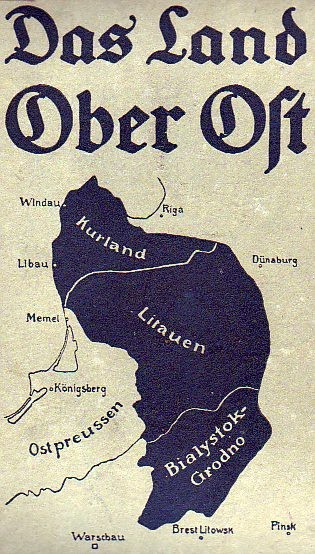
I territori dell’Ober Ost così come amministrativamente ripartiti dall’esercito tedesco

Le zone sotto il controllo tedesco furono divise in tre distretti, ognuno comandato da un diverso reggente:
- Distretto di Curlandia (Verwaltungsbezirk Kurland);
- Distretto di Lituania (Verwaltungsbezirk Litauen);
- Distretto di Bialystok-Grodno (Verwaltungbezirk Bialystok-Grodno).

Il piano di Ludendorff consisteva nel creare una testa di ponte per dirigere nuove operazioni militari contro l'Impero russo e/o, alternativamente, favorire il rientro delle truppe che per un qualsiasi motivo avrebbero dovuto rientrare dal fronte orientale. Ludendorff si organizzò in fretta l'Ober Ost in modo che divenisse una regione autosufficiente, riuscendo a procurare immediati viveri all'esercito (a seguito di operazioni di confisca forzata a scapito dei locali) e riuscendo persino ad esportare delle eccedenze a Berlino. Ciò permise indubbiamente un migliore supporto logistico, ma non durò a lungo e le razioni dovettero essere riviste in virtù di profonde carestie che stavano investendo le popolazioni baltiche.

## Società

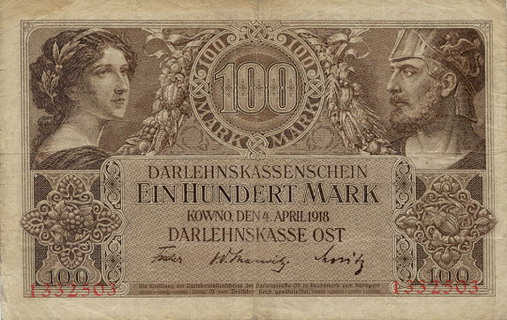
100 marchi Ober Ost. Venivano emessi dalla Darlehenskasse Ost, la banca costituita dai tedeschi per favorire la circolazione di denaro nei Paesi baltici durante il conflitto

Vi furono diversi problemi gestionali con le comunità che risiedevano nell'Ober Ost. Le classi più abbienti erano in grado di comunicare parlando in lingua francese o in lingua tedesca: quest'ultima era tra l'altro parlata (o almeno compresa) da gran parte delle comunità ebraiche presenti nei maggiori insediamenti, le quali si esprimevano in tedesco o in yiddish. Nelle aree rurali, la gran parte della popolazione era in grado di comunicare con i tedeschi solo tramite interprete, in quanto le lingue parlate erano il lituano, il lettone, l'estone o il polacco. Questi problemi comunicativi non erano supportati dalla gestione di queste aree, controllate da un centinaio di uomini tedeschi per regione su territori vasti, per intendersi, poco meno della Valle d'Aosta. Non mancarono casi in cui per la diffusione di messaggi fu fatto affidamento al clero, in quanto capace di diffondere rapidamente i dettami superando così lo scoglio linguistico. Un giovane burocrate posto nell'amministrazione tedesca dell'Ober Ost di nome Vagts riferisce di aver ascoltato il sermone di un sacerdote (funto da traduttore) il quale avvertiva i fedeli di stare alla larga dalle strade dopo il tramonto, vietava loro di portare con sé armi da fuoco e li ammoniva affinché si tenessero alla larga da figure sospettate di essere colluse con i bolscevichi: la dichiarazione del prete avvenne sotto precedente disposizione dello stesso Vagts.
Al fine di favorire un maggiore legame tra l'élite locale e i tedeschi è stato da taluni ipotizzato che potesse essere una buona scelta tenere aperti i circoli universitari: curiosamente, Ludendorff rifiutò le richieste di riaprire l'Università di Vilnius. Tra i provvedimenti assunti in relazione all'area linguistica rientra sicuramente il divieto di parlare in russo.
| Nazionalità | Curlandia | Kaunas | Suwałki | Vilnius | Grodno | Totale % | Totale numerico |
| ----------- | --------- | ------ | ------- | ------- | ------ | -------- | --------------- |
| Lettoni     | 78,9%     | 2,3%   | 0,0%    | 0,0%    | 0,0%   | 10,5%    | 468 946         |
| Lituani     | 1,9%      | 66,1%  | 52,3%   | 27,5%   | 0,3%   | 34,4%    | 1 550 315       |
| Polacchi    | 1,4%      | 9,1%   | 23,0%   | 13,7%   | 13,9%  | 11,8%    | 534 102         |
| Ebrei       | 4,7%      | 13,7%  | 10,1%   | 15,7%   | 17,9%  | 13,5%    | 607 896         |
| Russi       | 2,6%      | 4,8%   | 4,6%    | 6,6%    | 10,6%  | 6,2%     | 278 235         |
| Bielorussi  | 0,1%      | 2,4%   | 4,6%    | 35,8%   | 56,0%  | 20,8%    | 936 067         |
| Tedeschi    | 8,9%      | 1,4%   | 5,2%    | 0,4%    | 0,9%   | 2,5%     | 112 986         |
| Altri       | 0,6%      | 0,2%   | 0,2%    | 0,3%    | 0,4%   | 0,3%     | 15 639          |
| Totale      | 100%      | 100%   | 100%    | 100%    | 100%   | 100%     | 4 504 186       |

## Parallelismo con la politica della Germania nazista
Lo storico lituano Vejas Gabriel Liulevicius postula nel suo testo War Land on the Eastern Front: Culture, National Identity, and German Occupation in World War I (ovvero Campo di battaglia del fronte orientale: cultura, identità nazionale e occupazione tedesca nella prima guerra mondiale) un interessante parallelismo tra la politica degli amministratori dell'Ober Ost e quella dalle autorità della Germania nazista nell'Europa orientale. La sua argomentazione principale si basa sul fatto che "le truppe tedesche svilupparono un senso di disprezzo e repulsione verso l''Est', considerandolo come un'area geografica dominata da caos e disordine, oltre che malattie e inciviltà", invece di pensare a queste regioni come zone profondamente martoriate dai conflitti nel corso dei secoli. Lo storico afferma inoltre che l'incontro con le popolazioni orientali ha contribuito a formare nell'immaginario teutonico l'idea che queste fossero 'primitive e vivevano in spazi sconfinati' e occorresse "civilizzarle". Sebbene il suo lavoro nel ritrovare prove a sostegno della sua tesi sia stato scrupoloso, dopo aver scandagliato documenti governativi, lettere e diari personali di tedeschi e lituani, alcuni punti restano irrisolti. Non risulta ad esempio chiaro come i baltici si adattarono e reagirono alle politiche tedesche. In più, "non viene effettuato alcun tentativo di paragonare la forma di governo messa in atto nell'Ober Ost con le regioni africane dell'Impero coloniale tedesco".